# 리차비족
리차비족(프라크리트어: 𑀮𑀺𑀘𑁆𑀙𑀯𑀺, 산스크리트어: ऋक्षवी 리크사비)은 철기 시대부터 고전 시대까지 고대 인도 아대륙 북동부에 존재했던 인도아리아인 부족이다. 리차비족은 밧지 연맹의 맹주국으로서 리차비 공화국이라는 가나상가(귀족 과두제 공화국)로 조직되었다.
마가다-밧지 전쟁에서 궁극적으로 패배하며 밧지 연맹이 해체되었으나 리차비족은 마가다에게 복속된 채로 살아남았으며, 이후에도 바이샬리 지역에 계속 거주했다. 리차비족은 서기 3세기에 굽타 제국의 황제 찬드라굽타 1세에게 쿠마라데비 공주를 시집보내 혼인 관계를 맺었으며, 찬드라굽타 1세와 쿠마라데비의 아들인 사무드라굽타는 자신을 리차비-다우히트라(리차비족의 외손자)라고 불렀다.

## 위치

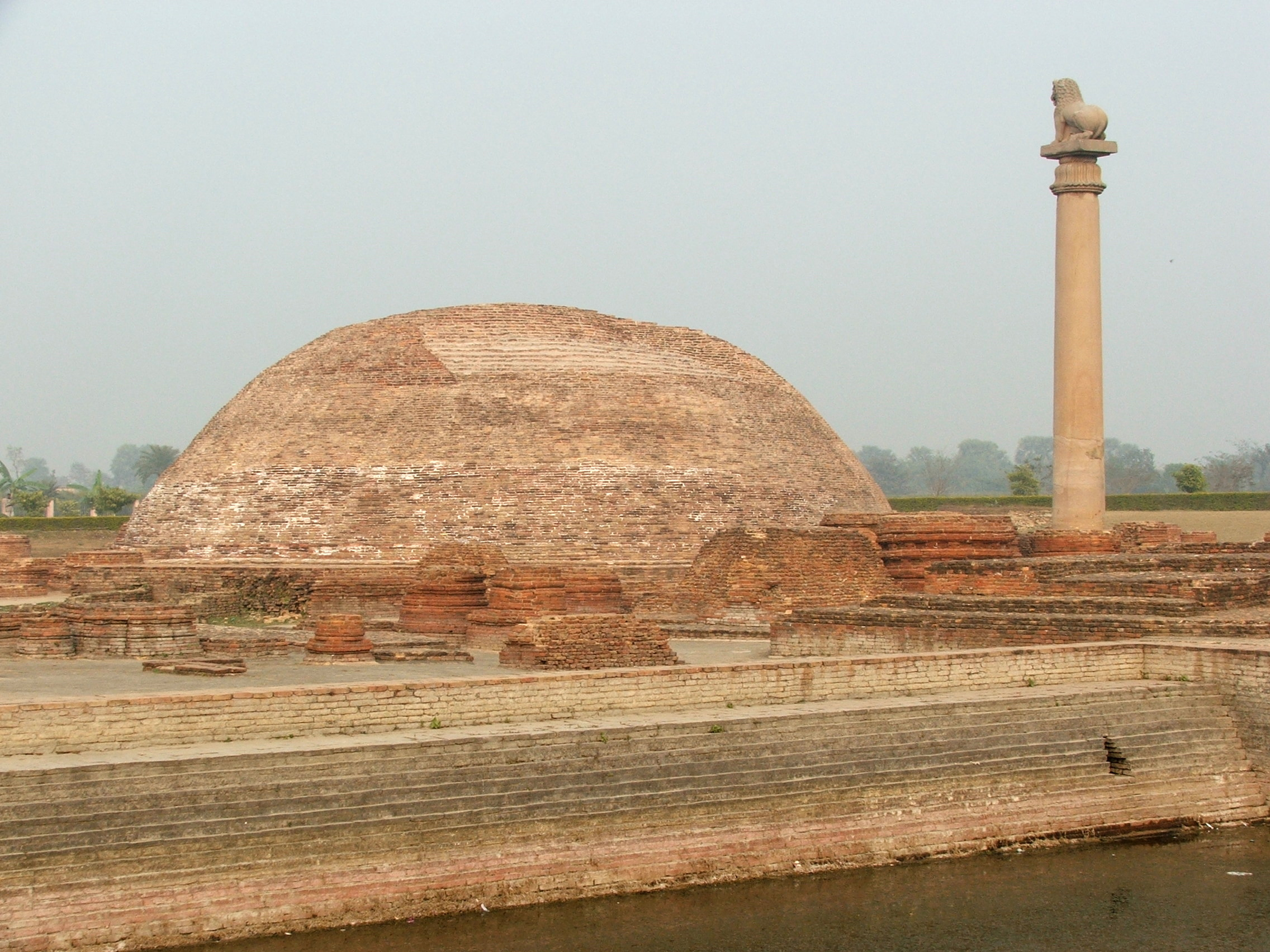
리차비족의 수도인 바이샬리의 아난다 스투파.

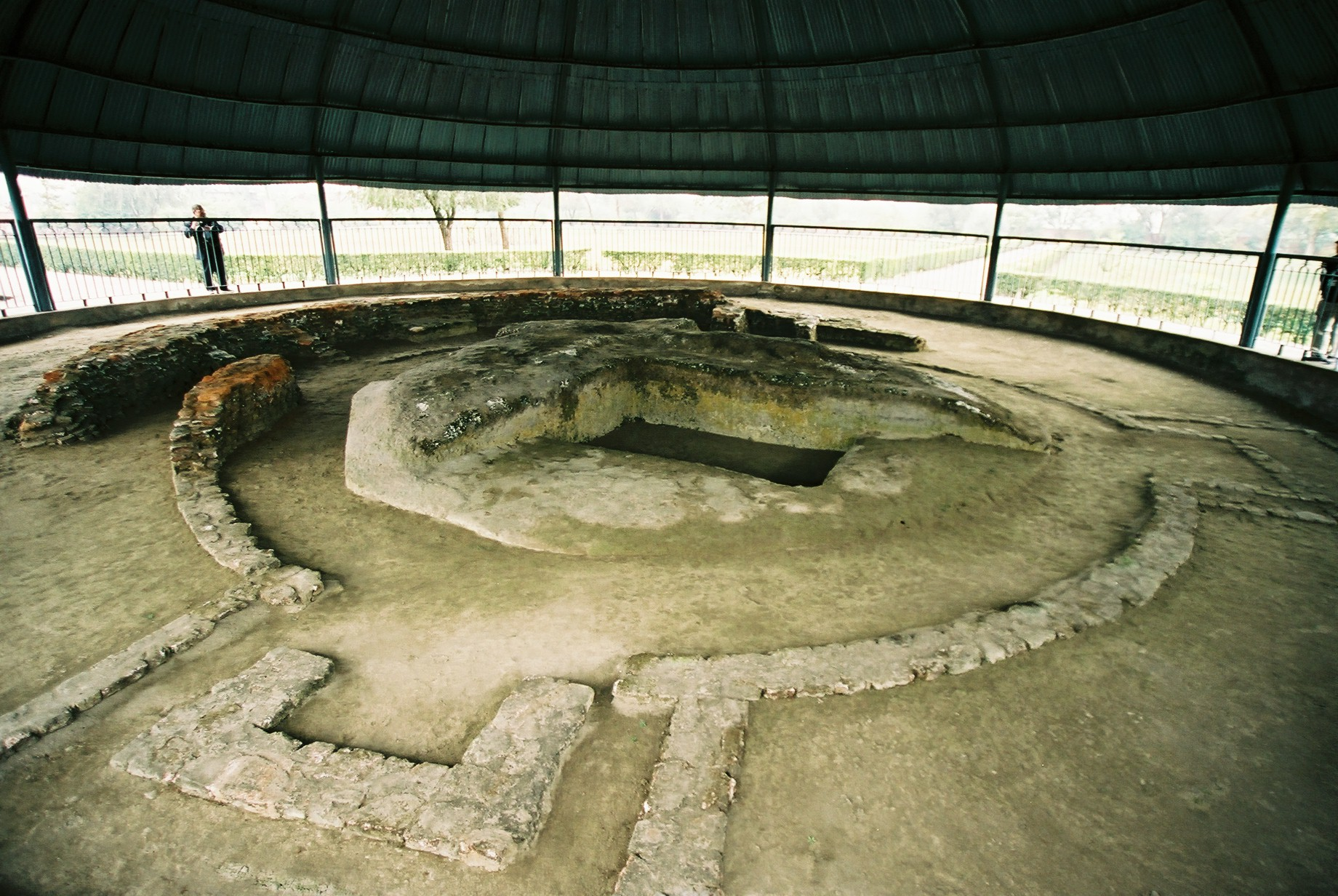
석가모니의 사리를 안치한 스투파는 리차비족에 의해 바이샬리에 세워졌다.

리차비족은 북, 동, 남, 서로 각각 히말라야산맥과 마하나디강, 갠지스강, 사다니라강과 접해 있으며, 밧지 연맹의 남서쪽 지역에 거주했다. 사다니라강은 리차비족의 서쪽 경계였고, 갠지스강은 남쪽의 마가다 왕국과의 경계였다. 리차비족의 수도는 바이샬리로 이는 리차비족이 주도하던 밧지 연맹의 수도이기도 했다.

## 이름
부족명 리차비(Licchavi, 𑀮𑀺𑀘𑁆𑀙𑀯𑀺)는 "곰"을 의미하는 리차(liccha)라는 단어의 마가다 프라크리트어 파생어이다. 이 이름의 입증된 변형어로는 리치비(Licchivi), 레차비(Lecchavi), 리차이(Licchaī) 등이 있다.
리차비(Licchavi)라는 이름의 산스크리트어 형태는 곰을 뜻하는 산스크리트어 리크샤(ऋक्ष)에서 온 리크샤비(ऋक्षवी)였을 것이다. 그러나 이 산스크리트어 형태의 이름은 일반적으로 사용되지 않았으며 산스크리트어와 팔리어 모두 마가다 프라크리트어식 단어인 리차비를 사용했다. 곰의 이름에서 파생된 부족 이름의 이 사용은 토템적인 의미를 가졌을 수 있다.

## 역사
리차비족은 대마가다 문화권의 동부 갠지스 평원에 있던 인도아리아계 부족이다. 그들은 비데하 왕국의 영토를 정복하고 일시적으로 비데하 수도인 미틸라를 점령하여 비데하의 영토를 가장 잘 관리할 수 있었다. 공화주의자인 리차비족이 비데하를 점령한 결과, 이미 약화된 비데하 왕정이 비교적 평화적으로 무너지고 공화정으로 대체되었다.
갠지스강 남쪽으로 마가다의 세력이 부상하자, 리차비족은 옛 비데하 왕국의 남쪽에 공화국을 세우고 정치적 중심지를 변방인 바이샬리로 옮겼으며, 바이샬리는 그들의 수도이자 본거지가 되었다. 한편, 새로운 비데하 공화국은 미틸라를 중심으로 리차비족의 북쪽에 위치한 제한된 영토에 존재했다. 리차비족에게 복종했던 많은 비데하 귀족들이 바이샬리로 이주하면서 리차비 지배 귀족 회의의 일원이 되었다.
바이샬리 인근에 정착한 리차비족은 가나상가(귀족 과두정치 공화국)로서 조직된 리차비 공화국을 형성했다. 리차비족 자신들은 이후 옛 비데하 왕국의 영토 내에서 주도적인 권력이 되었고, 리차비 의회는 이 영토에 대한 주권과 최고권을 보유했고, 비데하 공화국은 미틸라와 그 주변에 거주하며 리차비 의회라는 이름으로 통치하는 크샤트리야 의회에 의해 통치되었다. 따라서 비데하 공화국은 리차비 공화국의 중요한 영향력 아래 있었고, 리차비족이 이끄는 밧지 연맹의 가장 중요한 두 회원국 중 하나로 가입했는데, 리차비족은 밧지 평의회의 18개 의석 중 9석을 차지했고, 바이데는 나머지 의석 중 더 적은 수의 의석을 차지했다. 밧지 연맹 내에서 비데하족은 리차비족에게 외교권을 박탈당했으며, 이들의 감독 아래 국내 행정에 관한 제한된 자치권을 유지했다. 독립 부족을 구성한 비데하족의 하위 집단인 나야족은 리차비족이 이끄는 밧지 연맹의 또 다른 회원국이었으며, 이들의 가나무키야(수장)이 의석을 차지한 밧지 평의회가 나야족의 국방 및 외교권을 위임하는 대신 내부 정책 문제에 대해서는 나야족에게 자치권을 보장해주었다.
기원전 6세기 동안, 리차비 공화국의 수반은 체타카였으며, 그는 밧지 연맹의 맹주이기도 했다. 체타카의 여동생 트리샬라는 나야 공화국의 가나무키야 싯다르타와 결혼했는데, 이 결혼은 싯다르타가 자신이 수장으로 있던 나야족이 바이샬리와 가까운 중요한 지리적 위치를 지녔고 싯다르타가 밧지 평의회에 참여하는 등 정치적 중요성도 높았기 때문에 맺어졌다. 싯다르타의 아들이자 체타카의 조카인 마하비라는 자이나교의 제24대 티르탕카라였다. 체타카는 조카 마하비라의 가르침에 능통하게 되었고, 자이나교를 채택하여 리차비와 연맹의 수도인 바이샬리를 자이나교의 중심지로 만들었다. 체타카의 여섯 번째 딸인 수지예스타는 자이나교 여승이 되었다. 체타카의 딸들이 다양한 지도자들과 결혼함으로써 북부 남아시아 전역에 자이나교가 퍼지는 데 기여했다.
체타카가 체결한 다른 혼인 동맹에는 그의 가족들의 결혼이 포함되었다.
- 프라바바티는 신두-사우비라의 우다야나 왕과 결혼했다.[12] [11]
- 파드마바티는 앙가의 왕 다디바하나와 결혼했다.[11]
- 므리가바티는 밧사의 왕 사타니카와 결혼했으며, 우다야나를 낳았다.[12][11]
- 시바는 아반티의 프라디요타 왕과 결혼했다.[10][11]
- 지예스타는 트리샬라의 아들이자 마하비라의 형인 체타카의 조카인 쿤다가마의 난디바르다나와 결혼했다.[11]
- 셀라나는 마가다의 왕 빔비사라와 결혼했다.[13][11]

자이나교 문헌에 의하면 리차비족과 말라족은 카시-코살라 공화국으로 간주되었는데, 두 말라 공화국은 불안정한 시기에 공통적으로 직면했을 수 있는 위험을 처리하기 위해 리차비족이 이끄는 밧지 연맹에 가입했으며, 리차비족을 포함한 연맹의 다른 부족들과 우호적인 관계를 유지했지만, 이들 공화국 간에는 가끔 분쟁이 발생했다. 비데하족, 나야족과 같은 다른 남부 부족들은 리차비족의 종속국이었기 때문에 주권이 없었지만, 말라족은 밧지 연맹 내에서 독자적인 주권을 유지했다.
리차비족과 파세나디 왕의 코살라 왕국의 관계는 우호적이었지만, 그들 사이에서 가끔 분쟁이 발생하기도 했는데, 그 중에는 코살라를 섬기는 말라족 장군 반둘라의 부인이 리차비족의 신성한 수조에서 리차비족 라자들만 목욕할 수 있도록 결정한 경우도 있었다.
석가모니 입멸 후 리차비족, 말라족, 샤카족은 석가모니의 유해에 대한 소유권을 주장했는데, 비데하족과 나야족은 리차비족에게 종속되며 독자적인 주권을 지니지 못했기 때문에 유해에 대한 소유권을 주장할 수 없었다.

### 마가다의 정복
리차비족과 그들의 남쪽 이웃인 마가다 왕국과의 관계는 처음에는 좋았으며, 마가다 국왕 빔비사라의 아내는 바이샬리의 귀족 영애인 바사비였다. 그럼에도 불구하고 리차비와 마가다 사이에는 가끔 석가모니의 사리를 얻기 위해 말라의 수도 쿠시나가라와 경쟁하는 등 갈등이 있었다.
또 다른 경우에는 리차비족이 갠지스강을 가로질러 마가다 영토를 침공했다. 마가다의 왕 빔비사라를 상대로 한 심각한 범죄로 인해 이후 마가다와 리차비족 사이의 관계는 완전히 악화되었다.
리차비와 마가다 사이의 적대감은 빔비사라를 죽이고 마가다의 왕좌를 찬탈한 아자타샤트루의 통치하에 계속되었다. 마침내 리차비는 그의 의붓동생이자 앙가의 총독인 베할라가 아자타사트루를 상대로 일으킨 반란을 지지했다. 베할라는 그의 또 다른 리차비족의 아내인 셀라나의 아들이었다. 빔비사라는 아자타샤트루가 그를 상대로 음모를 꾸민 것이 발각되자 그에 대한 총애를 잃고 자신의 후계자로 베할라를 선택했으며, 리차비족은 아자타샤트루가 왕위를 찬탈한 후에 베할라를 마가다의 왕좌에 앉히려고 시도했고 베할라가 그의 반란의 근거지로 그들의 수도 바이샬리를 사용하도록 허락했다. 이 반란이 실패한 후, 베할라는 밧지 연맹의 수도인 바이샬리로 도망갔고, 아자타샤트루는 밧지 연맹과 반복적으로 협상을 시도했지만 결국 실패로 끝나자 기원전 484년 밧지 동맹에 전쟁을 선포했다.
리차비와 마가다 사이의 긴장은 리차비족이 이끄는 밧지 연맹이 정기적으로 모든 귀중품을 코지가마에서 수집하고 마가다에게 아무 것도 맡기지 않는 강가의 코지가마의 마가다-리차비 공동 국경 초소를 처리하면서 악화되었다. 따라서 아자타샤트루는 그에 대한 보복으로 밧지 동맹을 파괴하기로 결정한 것이지만, 또 다른 이유는 그의 어머니 바사비가 비데하의 후손인 리차비 공주였기에 그가 야심한 제국 건설자로서 당시 밧지 동맹의 일부였던 옛 마하비데하 왕국의 영토에 눈독을 들였기 때문이다. 밧지 동맹에 대한 아자타사트루의 적대감은 또한 마가다와 밧지 연맹 사이의 정치적 조직의 형태가 다른 결과로서, 전자는 군주제이고 후자는 공화제이며, 고대 그리스 왕국의 스파르타가 아테나이의 민주적인 정부 형태에 반대하는 것, 그리고 고대 마케도니아 왕 필리포스 2세와 아테나이와 테바이 공화국 사이의 적대 관계와 크게 다르지 않았다.
아자타샤트루는 밧지 동맹의 일원인 비데하족, 나야족, 말라족을 위협했고, 체타카는 전투가 시작되기 전에 리차비족과 말라족의 라자들과 전쟁 협의를 했다. 그래서 비데하족, 나야족, 말라족은 밧지 동맹에 편에 서서 마가다에 맞서 싸웠다. 아자타샤트루가 밧지에게 전면전으로 승리하기에는 밧지의 군사력이 너무 강해 무리였기 때문에, 그는 외교와 음모에 의지해 기원전 468년까지 밧지 동맹을 물리쳤으며, 동맹 부족들의 영토를 마가다 왕국으로 합병했다. 말라족은 아자타샤트루가 다스리는 마가다 제국의 일부가 되었지만, 그들의 내정 측면에서는 제한된 수준의 자치권을 허용받았다.
리차비족이 패배한 후, 체타카는 자신의 목에 철상을 매단 채 우물에 뛰어들어 자살했다. 밧지 연맹이 아자타샤트루에게 패배했음에도 불구하고 리차비족은 멸족당하지 않고 살아남았는데, 이들은 마가다의 통치하에서 어느 정도의 자치권을 유지했으며, 이는 리차비족 평의회가 마하비라의 죽음을 기념하기 위해 축제를 개최한 것에서 확인할 수 있다.

### 후기 역사

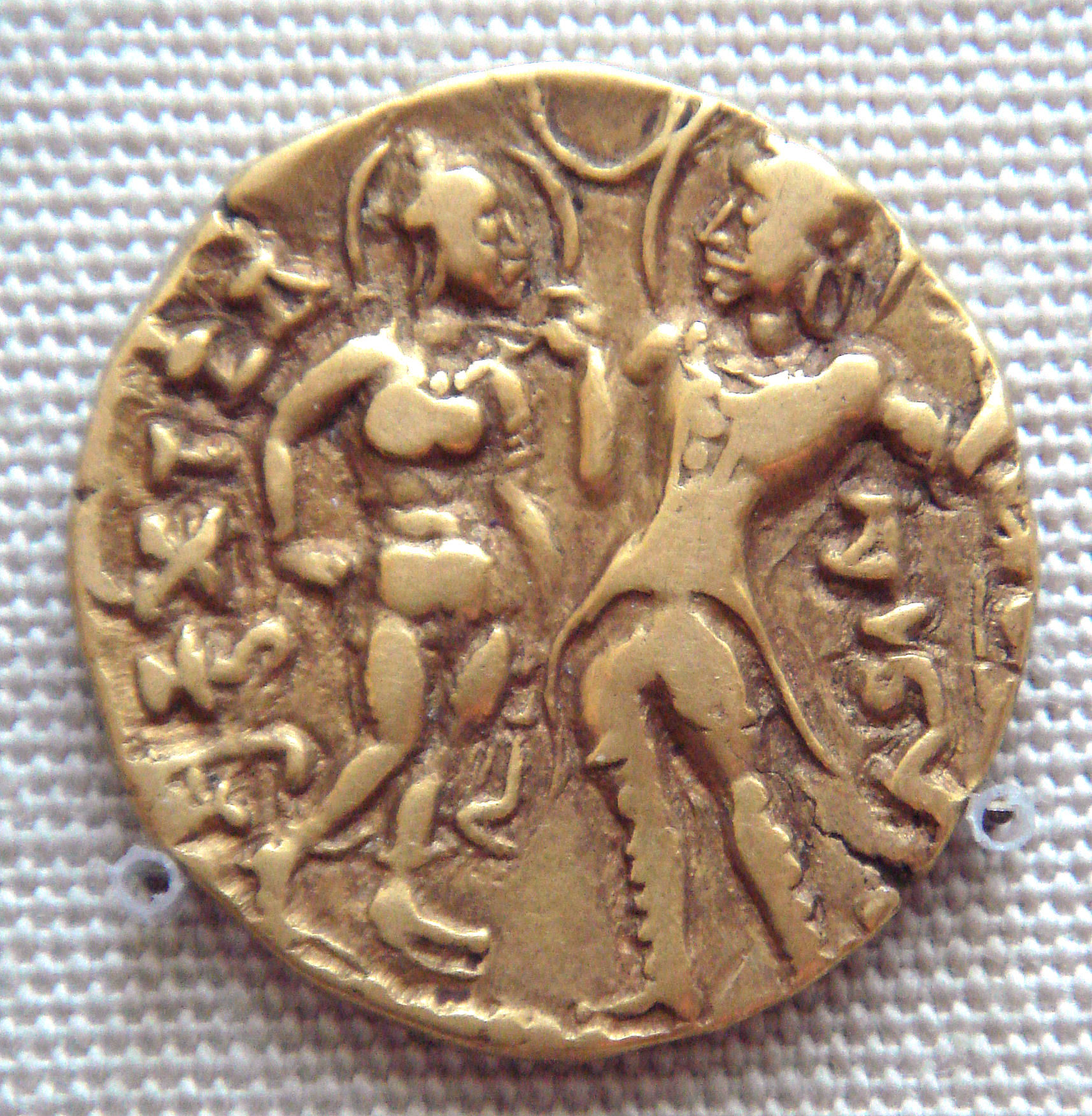
리차비족 출신의 굽타 황후 쿠마라데비와 초대 황제 찬드라굽타 1세는 그의 아들 사무드라굽타(Samudragupta, 350–380)의 주화에 그려져 있다.

마가다에게 패배한 뒤에도 수백년 동안 리차비족은 뚜렷한 정치적 민족적 실체로 살아남았고, 마우리아 제국이 해체된 뒤 다시 세력을 키웠다. 이 시기에 리차비족의 신성한 수조인 아비세카포카라니는 성벽으로 둘러싸여 있었고, 규모가 이전보다 커졌다.
리차비족은 굽타 제국 초기, 리차비 공주 쿠마라데비가 찬드라굽타 1세와 결혼했을 때 마지막으로 언급되었으며,  이는 비문에서 자신을 리차비-다우히트라("리차비족의 외손자")라고 불렀던 아들 사무드라굽타의 주화 명각을 통해 입증되었다.
그러나 리차비족이 이 시기를 넘어 살아남았다는 것이 네팔에서 리차비 왕국을 형성한 한 분파를 통해 입증되었다.

## 정치
리차비 공화국은 가나상가로 조직되었는데, 이는 국가의 최종 권력과 절대적 권위가 인구의 많은 부분에 공유되는 부족 공화정이다.

### 의회
리차비족의 전체 인구 20만에서 30만 명으로 추정되는 인구 중에서, 통치 계급은 7,707명의 선출되지 않은 구성원(라자)들로 구성되어 있었는데, 이들은 국가의 주권자인 리차비 공화국 의회를 구성하였다. 리차비족의 특성을 반영하여, 라자들은 고대 그리스의 가장 귀족정과 유사하게 크샤트리야의 지위를 가졌고, 그들은 자동적으로 리차비 의원 자격을 부여받았다. 따라서, 리차비족은 밧지 연맹 내의 다른 부족들과 마찬가지로 크샤트리야 부족이었고, 그들의 라자들은 신체 장애가 있거나 심각한 범죄로 유죄 판결을 받은 경우가 아니라면 평생 그들의 직함을 가지고 있었고, 그들이 항상 회의에 참석할 의무는 없었지만, 그들이 참석할 권리와 의석을 가진 바이샬리 의회에서 완전한 정치적 권리를 가졌다. 권력은 이 라자들에 의해 균등하게 분배되었고, 대다수에 의해 행사되었다.
리차비카 라자들의 지위는 자식들에게 세습되었는데, 이들은 리차비쿠마라("리차비의 왕자")라고 불렸고, 우파라자("부왕")라는 직함을 가지고 있었으며, 후자가 아프거나 다른 방법으로 의회에 참석할 수 없는 상황에서 그들의 아버지를 대표했다. 이 리차비쿠마라들은 공식적으로 바이샬리 의회 동안, 전년도에 죽었거나 너무 늙어서 그들의 직무를 계속 수행할 수 없었던 그들의 아버지의 뒤를 이었다. 이 의식은 리차비 크샤트리야 가문의 대표자들이 라자로 임명되기 전에 신성한 목욕을 하는 것으로 구성되었고, 리차비 통치자들만이 목욕을 할 수 있었던 팔리(산스크리트어로 아비셰카-푸슈카리닌)의 아비세카-포카라니라는 이름의 신성한 수조에서 열렸다. 리차비쿠마라들은 라자로 임명되기 전에, 비록 라자의 우파라자이지만, 그들이 라자를 대표하거나 자신들이 라자로 임명되지 않는 한 투표권이 없었다.
로마 공화국의 초기 기간 동안 파트리키들만이 정치적 권력을 가졌던 것과 유사하게 비크샤트리야들은 리차비 공화국에서 정치적 권리가 없었다. 드물게 일부 브라만과 바이샤는 완전한 정치적 권리를 부여받아 고위직에 임명되었지만, 바이샬리에서 판사가 된 마가다인 장관 바사카라의 경우처럼 저명한 인물에게만 예외적으로 허용된 것으로, 동료들의 질투로 인해 직책을 사임하고 바이샬리에 정착하여 곧 리차비군의 세나파티가 된 비데하인 수석장관 칸다, 동료들의 질투를 피해 도망쳐 베살리로 이주하여 저명한 시민이 되어 나야카로 선출된 비데하인 장관 사칼라 등이 있다. 사칼라에게는 두 아들 고팔라와 시하가 있었는데, 둘 다 바이샬리 여인과 결혼했고, 시하의 딸 바사비는 마가다 왕 빔비사라와 결혼했다. 대부분의 경우 불만이나 고충이 있는 비시민은 의회나 평의회에 직접 찾아가야 했다.
리차비 의회는 고대 그리스 아테네의 불레, 로마의 정무관, 게르만족의 씽과 같은 기능을 했다. 게르만족과 마찬가지로 리차비 의회도 입법, 행정, 사법 기능이 구분되지 않았으며, 법적 사건을 재판하고 가나무키야와 세나파티를 선출했다.
평상시에는 바이샬리 총회는 중요하고 심각한 문제를 위해 매년 봄 축제 기간 동안 일년에 한 번만 만났으며, 그렇지 않으면 전체 총회 회의는 특정 군사, 사회 및 경제 행사가 있을 때만 열렸을 것이다. 대신 리차비카 라자들의 소규모 단체는 수도와 리차비 공화국의 대도시에 위치한 티끌 홀과 같은 회의 장소인 산타가라에서 행정 목적으로 더 자주 모였다. 초기 베다의 사바와 마찬가지로 산타가라는 정치 기관이자 종교적, 사회적 기능을 위한 장소이기도 했다. 의회의 관리 중에는 의회에서 선출된 아사나판냐파카(“의석의 규제자”)가 있었다.
의회의 회의들은 북소리에 의해 소집되었고, 그 후 산타가라에 모인 라자들은 살라카라고 불리는 나무 조각들을 통해 투표("자유로운 선택"을 의미하는 찬다라고 불림)가 행해졌다. 살라카가하파카("나무 조각 수집가")는 정직하고 공정한 것으로 알려진 사람이 선출되는 중요한 직책이었으며, 그가 그 직위를 받아들일 것인지에 대한 그의 동의가 필요했고, 그 직책을 수락할 것인지에 대한 동의가 필요했고, 그 후 이 후보를 제안한 사람은 상가의 승인을 요구해야 했다. 후보를 지지하는 사람들은 침묵을 지키고 반대하는 사람들은 다른 후보를 말하고 제안했으며 그 후 정족수가 필요했다.
정족수의 존재와 완료를 보장하기 위해 의회는 의원인 가나푸라카(ga agua-pūraka)라는 이름의 다른 사관을 두었는데, 그는 의원들에게 의사당에서 열릴 의사를 알리기 위해 자원하거나 평의회에 의해 임명되었다.
리차비족이 선거를 치렀을 때, 아사나판냐파카는 모인 의원들이 이름을 내세우고 살라카를 분배하는 의사당에서 선거를 치르겠다고 발표했다. 가나푸라카는 참석자들의 수를 세어 정족수가 채워졌는지 아닌지를 결정했다.

### 가나무키야
가나무키야는 리차비 공화국의 최고 책임자, 즉 최고 라자로 국가의 수장이자 최고 재판관이었으며, 바이샬리 의회에서 선출되어 일반적으로 10년에서 15년 사이의 제한된 기간 동안 재임했다. 이 총독 라자, 즉 가나무키야는 총회의 7,707명의 라자 중에서 선출되었는데, 아사나판냐파카가 가나무키야 직책에 대한 선거를 실시한다고 발표하면 의원들이 이름을 내고 살라카가 배포되고, 가나푸라카가 참가자를 세어 정족수 충족 여부를 결정했다. 가나무키야의 당선 기준은 나이, 정치적 지혜, 인격의 강인함, 전투에서의 용맹함, 의회에서의 웅변력, 시민들 사이의 인기 등이었다.
당선된 가냐무키야는 의회를 주재하며 공화국의 최고 권력을 행사했고, 우파라자(부왕), 세나파티(총사령관), 반다가리카(재무관)와 권력을 나눴다. 우파라자는 최고 라자처럼 임기가 제한되었지만, 세나파티는 종신직으로 임명된 반면, 반다가리카의 직책은 자주 교체되지 않았을 가능성이 높다.

### 평의회
실질적으로 의회의 입법, 집행 및 사법 기능은 상원과 같은 작은 기관, 즉 의회의 내부 의회인 리차비 평의회가 수행하였는데, 리차비 평의회는 리차비족의 8대 씨족이 의원 중에서 선출한 의원 라자, 즉 가나무키야와 아타쿨리카로 구성된 9명의 라자로 구성되었다. 아타쿨리카는 가나무키야를 선출하는 것과 동일한 절차에 따라 선출되었지만, 아타쿨리카의 후보자 추천은 8개의 리차비 씨족마다 한 명씩 별도로 이루어졌으며, 아타쿨리카 선거는 각 씨족 사이에서 독립적으로 이루어졌을 수 있으며, 의원들만 투표할 수 있었다. 당선된 후보자들은 봄 축제 기간 동안 아비셰카-포카라니에서 전통 의식으로 목욕을 하고 기름을 부어 엄숙하게 봉헌되었다.
평의회는 리차비 공화국의 공무를 집행하기 위해 정기적으로 모였고, 평의회의 행동에 대해 의회에 답변해야 했다. 따라서 평의회는 리차비 공화국의 계획과 정책을 담당했으며, 중요한 사안에 대해서는 리차비 총회의 승인을 요구해야 했다. 평의회의 다른 임무에는 리차비 공화국의 연례 총회 의제 준비, 우파라자 봉헌, 기타 중요한 문제 처리, 사망했거나 직무를 수행할 수 없는 직위와 직급을 채우기 위한 준비도 포함되었을 것이다.
평의회의 사법 역할에서 리차비 8대 씨족을 대표하는 8명의 의원 라자인 아타쿨리카들만이 사법 사건을 재판했으며 가나무키야는 배심원이 아니었다. 리차비족의 일반적인 사법 절차에 따르면, 만약 범죄자가 공화국의 하급 기관에서 무죄가 입증되지 않았을 경우 아타쿨리카가 이들을 재판했으며, 유죄로 판결되면 이들을 세나파티에게 넘겨주었다.
정상적인 상황에서 리차비 평의회는 의회의 긴급 회의를 소집할 필요 없이 큰 어려움 없이 리차비 공화국의 행정을 수행했다. 그러나 마가다와 적대적인 시기 동안 평의회와 일반 의회는 1년에 한 번 이상 자주 만났고, 평의회는 포에니 전쟁과 로마-그리스 전쟁 동안 로마 원로원의 권력과 위신이 증가한 것과 유사하게 비상 사태와 전쟁이 계속되는 동안 의회의 조치의 중요성이 점점 더 커지면서 종종 의회와 협의했다.
이러한 상황에서 의회는 모든 정부 영역에서 최고의 권한을 가지고 있었고, 평의회의 역할은 단지 의회의 요구와 명령을 이행하는 것이었다.

## 사회

### 마을
리차비 영토 내에는 목수, 대장장이, 도공과 같은 장인들과 민족적으로 리차비족에 속하지 않았을 가능성이 있는 브라만들이 그들만의 마을을 가지고 있었다.

### 여권
리차비 공화국의 여성들은 바이샬리에서 시민권을 갖지 못했고, 주로 주부의 역할로 전락했다. 여성들은 사회생활에 참여했지만, 정치 집회에는 참여할 수 없었다.
선출된 궁녀 암바팔리는 리차비에서 가장 아름답다고 여겨지는 여성이었고, 평생 동안 리차비 공화국의 아내(나가라바두)로 선정되었다. 리차비족은 봄 축제 동안 암바팔리를 기렸다.

## 군사
리차비족은 강력한 군대를 보유하고 있었는데, 이는 밧지 연맹의 군대이기도 했으며, 이를 통해 부상하던 마가다의 세력에 대항할 수 있었다. 전쟁에 참여하지 않는 군인들은 바이샬리에서 자신의 농장을 경작하거나 즐거워했다.

## 경찰
리차비족에는 노예나 경찰이 있었다. 비록 크샤트리야들이 이 경찰대에 합류하는 것이 금지되지는 않았지만, 지배 가문들은 이 낮은 서열의 복무 형태에 참여하지 않았고, 리차비 경찰대의 구성원들은 주로 장인 계급에서 모집되었다.